# 仮谷忠男
仮谷 忠男（かりや ただお、1913年5月30日 - 1976年1月15日）は、日本の政治家、衆議院議員（5期、自由民主党）。建設大臣（第37代）。板垣退助先生顕彰会創立発起人兼顧問。

## 来歴・人物
高知県幡多郡上灘村（現土佐清水市）出身。高等小学校卒業後、家業の農業に携わる傍ら、漁師もしていた。清水町助役、以布利漁協組合長、県漁連副会長を経て1947年より高知県議会議員を4期、同議長も経験して超党派県政をスローガンに公正円満な議会運営で与野党問わず議員の人望を得た。1960年の第29回衆議院議員総選挙に高知県全県区から自由民主党で立候補し、当選する。自民党では佐藤派→田中派に所属する。農林政務次官、建設政務次官、衆議院農林水産委員長を歴任し、田中改造内閣で科学技術庁長官を要請されたが辞退し、1974年三木武夫内閣で建設大臣に就任する。
建設大臣としては、石油危機による本州四国連絡橋建設凍結を解除した。
1975年12月、大三島橋の起工式に出席した際、喘息をこじらせ、建設大臣在任中の1976年1月15日に東京都港区赤坂の赤坂病院で急性心不全のため死去、62歳。死没日をもって勲一等旭日大綬章追贈、正三位に叙される。なお、後任の建設相には同じ田中派の竹下登が就任した。

## 舌禍事件
建設大臣在任中の1975年10月12日、自民党青森県連のパーティーで「私はここでは国会答弁のようないい加減なことは言わない」と舌禍事件を起こし、野党から反発を招き、国会が空転した。10月17日に仮谷は国会で遺憾の意を表明し、国会は正常化した。
この事件では仮谷が一方的に批判されることが多いが、一方で野党には舌禍事件まで仮谷の「国会答弁におけるいい加減さ」を見抜けなかったという批判がある。